# Coupe anglo-franco-écossaise
La Coupe anglo-franco-écossaise (Anglo-Franco-Scottish Friendship Cup) est une ancienne compétition de football, organisée par la Fédération française de football, ayant connu deux éditions, en 1960-1961 et en 1961-1962, et mettant aux prises des clubs anglais, français et écossais.

## Histoire
L'idée originale, provenant de la Fédération française de football, était de créer une compétition mettant aux prises 8 clubs français opposés à 8 clubs clubs britanniques (4 anglais et 4 écossais). La Scottish Football League ayant refusé que les clubs écossais concourent sous la même bannière que les clubs anglais, la compétition fut jouée de manière distincte, opposant d'une part 4 clubs français à 4 clubs anglais et 4 autres clubs français à 4 clubs écossais.
Chaque club jouait pour sa nation, dans un format aller-retour, chaque match apportait à la nation, suivant le cas, 2 points en cas de victoire ou 1 point en cas de match nul. Le classement de la compétition était donc fait sur les nations et non sur les résultats individuels des clubs.
Les clubs représentants leur nation étaient choisis selon le classement dans leur championnat et ceux concernés étaient les mieux classés qui ne participaient pas à une Coupe d'Europe.

### Première édition1960-1961

#### Compétition entre clubs français et écossais
- Écosse :
  - Celtic
  - Motherwell
  - Clyde
  - Dundee
- France :
  - CS Sedan
  - Toulouse FC
  - RC Lens
  - Valenciennes FC

Le Celtic ne devait pas participer à cette compétition, mais il a remplacé Hibernian dont un nombre important de joueurs étaient concernés par une rencontre entre une sélection d'Édimbourg et Chelsea prévue à la même date. Il est à noter qu'Hibernian remplaçait lui-même Ayr United (club normalement qualifié) qui a fini par décliner l'invitation car les matches devaient se jouer en soirée, et le club ne possédait pas d'éclairages suffisants dans son stade.
| Date        | Match aller             | Date              | Match retour            | Score cumulé        |
| ----------- | ----------------------- | ----------------- | ----------------------- | ------------------- |
| 6 août 1960 | Sedan 3-0 Celtic        | 18 octobre 1960   | Celtic 3-3 Sedan        | 6-3 pour Sedan      |
| 7 août 1960 | Toulouse 1-2 Motherwell | 19 octobre 1960   | Motherwell 4-1 Toulouse | 6-2 pour Motherwell |
| 7 août 1960 | Lens 0-4 Clyde          | 27 septembre 1960 | Clyde 2-1 Lens          | 6-1 pour Clyde      |
| 7 août 1960 | Valenciennes 1-0 Dundee | 7 décembre 1960   | Dundee 4-2 Valenciennes | 4-3 pour Dundee     |

L'Écosse remporte donc cette compétition par 5 victoires, 1 match nul et 2 défaites.

#### Compétition entre clubs français et anglais
Clubs participants :
- Angleterre :
  - Newcastle United
  - Liverpool
  - Bolton Wanderers
  - Middlesbrough
- France :
  - Racing Club de Paris
  - FC Nantes
  - Le Havre AC
  - Lille OSC

| Date         | Match aller                   | Date              | Match retour                  | Score cumulé              |
| ------------ | ----------------------------- | ----------------- | ----------------------------- | ------------------------- |
| 10 août 1960 | Racing 2-3 Newcastle United   | 28 septembre 1960 | Newcastle 2-1 Racing          | 5-3 pour Newcastle United |
| 11 août 1960 | Nantes 0-2 Liverpool          | 30 novembre 1960  | Liverpool 5-1 Nantes          | 7-1 pour Liverpool        |
| 14 août 1960 | Le Havre 1-1 Bolton Wanderers | 15 mars 1961      | Bolton Wanderers 4-0 Le Havre | 5-1 pour Bolton Wanderers |
| 14 août 1960 | Lille 1-2 Middlesbrough       | 12 octobre 1960   | Middlesbrough 4-1 Lille       | 6-2 pour Middlesbrough    |

L'Angleterre remporte donc cette compétition par 7 victoires et 1 match nul.

### Deuxième édition1961-1962

#### Compétition entre clubs français et écossais
Seuls 3 clubs par nation concourent lors de cette édition car le Celtic et le Stade de Reims (qui devaient se rencontrer) n'ont pas pu se mettre d'accord sur un calendrier.
- Écosse :
  - Aberdeen
  - Third Lanark
  - Motherwell
- France :
  - Le Havre AC
  - FC Rouen
  - Nîmes Olympique

| Date            | Match aller            | Date       | Match retour           | Score cumulé      |
| --------------- | ---------------------- | ---------- | ---------------------- | ----------------- |
| 10 octobre 1961 | Aberdeen 2-0 Le Havre  | 6 mai 1962 | Le Havre 2-5 Aberdeen  | 7-2 pour Aberdeen |
| 7 novembre 1961 | Third Lanark 0-4 Rouen | 9 mai 1962 | Rouen 2-1 Third Lanark | 6-1 pour Rouen    |
| 4 avril 1962    | Motherwell 1-2 Nîmes   | 9 mai 1962 | Nîmes 3-3 Motherwell   | 5-4 pour Nîmes    |

La France remporte donc cette compétition par 3 victoires, 1 match nul et 2 défaites.

#### Compétition entre clubs français et anglais
Clubs participants :
- Angleterre :
  - Southampton
  - Blackburn Rovers
  - Cardiff City
  - Derby County
- France :
  - Girondins de Bordeaux
  - AS Nancy-Lorraine
  - RC Lens
  - AS Béziers

| Date             | Match aller                | Date            | Match retour               | Score cumulé              |
| ---------------- | -------------------------- | --------------- | -------------------------- | ------------------------- |
| 13 novembre 1961 | Southampton 2-1 Bordeaux   | 1er mai 1962    | Bordeaux 2-0 Southampton   | 3-2 pour Bordeaux         |
| 4 décembre 1961  | Blackburn Rovers 3-1 Nancy | 1er mai 1962    | Nancy 1-0 Blackburn Rovers | 3-2 pour Blackburn Rovers |
| 13 décembre 1961 | Lens 2-4 Cardiff City      | 15 mars 1961    | Cardiff City 2-0 Lens      | 6-2 pour Cardiff City     |
| 14 août 1960     | Derby County 1-0 Béziers   | 12 octobre 1960 | Béziers 2-1 Derby County   | 2-2 égalité               |

L'Angleterre remporte donc cette compétition par 5 victoires et 3 défaites.